# هارتیگروتن
هارتیگروتن (انگلیسی: Hurtigruten AS) شرکت کشتیرانی نروژی است، که در سال ۱۸۶۶ توسط ریچارد ویت تأسیس شد.